# Civil Rights Act (1964)

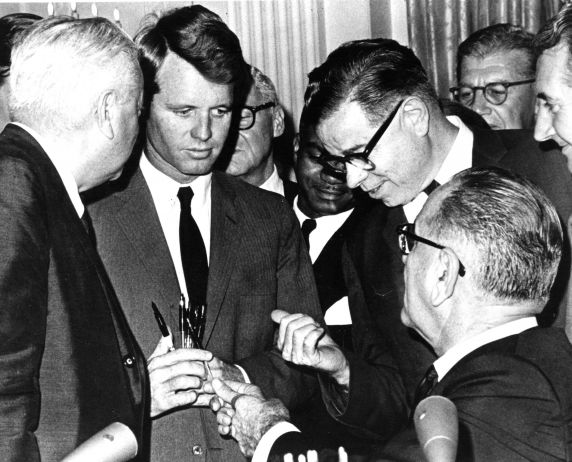
President Johnson, Robert Kennedy och Roy Reuther närvarande när förslaget skrevs under av presidenten

Civil Rights Act of 1964 är en amerikansk federal lag som röstades igenom i amerikanska senaten (73-27) och sedan ratificerades den 2 juli 1964. Den amerikanska staten beskriver lagförslaget som en milstolpe och tillsammans med Voting Rights Act från året efter har den ansetts vara ett av de mest omfattande exemplen på medborgarrättslagstiftning i USA. Lagen stärkte rättigheterna för kanske främst afroamerikaner men även andra minoriteter, huvudsakligen i USA:s sydstater. Enligt det femtonde tillägget till USA:s konstitution från 1968 garanteras ”rätten för medborgare i Förenta Staterna att rösta skall ej förvägras eller inskränkas på grund av ras, hudfärg eller tidigare tjänstevillkor.”

## Syfte
Trots denna lag användes olika metoder för att inskränka huvudsakligen afroamerikaners rösträtt, bland annat läskunnighetstest. Civil Rights act of 1964 uppmärksammade bristerna och förstärkte väljarrättigheter. Lagen utsträckte omfattande medborgarrättigheter till hela USA och förbjöd diskriminering i offentliga och privata lokaler, verksamheter med mera, med undantag för "privata klubbar", ett begrepp som inte definierades närmre. Specifikt infördes ett förbud mot bland annat läskunnighetstest.

## Vägen till ratificiering
Filibustern hade enligt amerikanska senatens historieutskott varit ett vanligt inslag under första halvan av 1900-talet när det kom till medborgarrättighetslagstiftning.
Lyndon B. Johnson initierade förslaget indirekt efter sin föregångare John F. Kennedys död. Senatorerna James Oliver Eastman, chef för justitieutskottet i mer än 22 år, beskrivs av senatens egen hemsida som en stark motståndare till medborgarrättsrörelsen. Tack vare att man använde sig av ett annorlunda förfarande lyckades man den här gången få lagförslaget till omröstning utan att passera senatens justitieutskott. På senatsgolvet utsattes lagförslaget för en 83 dagar (eller 60 arbetsdagar) lång filibuster som avslutades efter att man nått två tredjedelars majoritet och kunde rösta för att gå direkt till omröstning. Flertalet demokrater från sydstaterna där man fortfarande praktiserade rassegregering deltog i filibustern.
Lagförslaget röstades igenom med övervägande majoritet, med ungefär 80 % av republikanska ledamöter och bortåt 70 % av demokraterna i kongressen. En av få republikaner som röstade emot lagen var Barry Goldwater, med motiveringen att den federalism som lagen rimmade med var tveksam, medan inskränkningen av privata verksamheters handlingsutrymme ansågs icke-konstitutionellt (vilket bland annat Ron Paul senare har angett som skäl när han röstat emot utvidgningar av lagen).